# Ernest André Marie Constant Hébert
Pour les articles homonymes, voir Hébert.
Ernest André Marie Constant Hébert (21 avril 1810 à Paris - 22 juillet 1898 à Paris), est un avocat et homme politique français.

## Biographie
Il appartenait à une famille de magistrats de l'ordre judiciaire et municipal. Il étudia le droit, fut reçu avocat et s'inscrivit au barreau de Paris. Le 31 mars 1838, il entra dans l'administration comme conseiller de préfecture de l'Aisne; l'année suivante il fut promu, dans le même département, secrétaire général de la préfecture. La Révolution française de 1848 le rendit momentanément à la vie privée; mais il aborda bientôt la carrière parlementaire. 
Propriétaire à Chauny et maire de la commune, il est, le 13 mai 1849, élu, représentant du département de l'Aisne à l'Assemblée législative. Il siégea à droite et vota constamment avec la majorité conservatrice et monarchiste: pour l'expédition romaine, pour les poursuites contre les représentants compromis dans l'affaire du 13 juin, pour la loi Fallonx-Parieu sur l'enseignement, pour la loi du 31 mai sur le suffrage universel, etc. 
Partisan zélé de la politique du prince président, Hébert applaudit au coup d'État du 2 décembre 1851, est inscrit, le lendemain, sur la liste des membres de la Commission consultative, et entre, le 29 février 1852, au Corps législatif, ayant été élu, comme candidat du gouvernement, député de la 1re circonscription de l'Aisne, par 22,848 voix (24,618 votants, 39,768 inscrits). Il prit part au rétablissement de l'Empire, et opina régulièrement avec la majorité dynastique. Il obtint sa réélection, toujours comme candidat officiel: le 22 juin 1857, par 25,638 voix (26,392 votants, 38,551 inscrits); le 1er juin 1863, par 30,415 voix (31,500 votants, 39,388 inscrits), et, le 24 mai 1869, par 20,140 voix (34,298 votants, 39,287 inscrits), contre 8,041 voix à Aimé Leroux, 5,060 à Houssaye et 949 à Binet-Blot. Il vota pour la déclaration de guerre à la Prusse et rentra dans la vie privée au 4 septembre 1870. 
Il fut conseiller général de l'Aisne pour le canton de Chauny.

## Sources
- « Ernest André Marie Constant Hébert », dans Adolphe Robert et Gaston Cougny, Dictionnaire des parlementaires français, Edgar Bourloton, 1889-1891 [détail de l’édition]